# Nederländsk lågsaxiska
Nederländsk lågsaxiska (Nederlaands Leegsaksies eller Nederlaands Nedersaksisch) är samlingsbenämning på olika lågtyska dialekter i Nederländerna. De talas av en minoritet av befolkningen i den nordöstra delen av landet, bland annat i och kring städer som Enschede och Groningen. Språket är dåligt standardiserat och påverkat av det nederländska standardspråket i landet. Numera talar endast en liten minoritet av befolkningen i området nederländsk lågsaxiska, och det bedöms vara på utdöende. Benämningen lågsaxiska (och inte lågtyska) används bland annat eftersom språkområdet saknar direkt koppling till landet Tyskland.

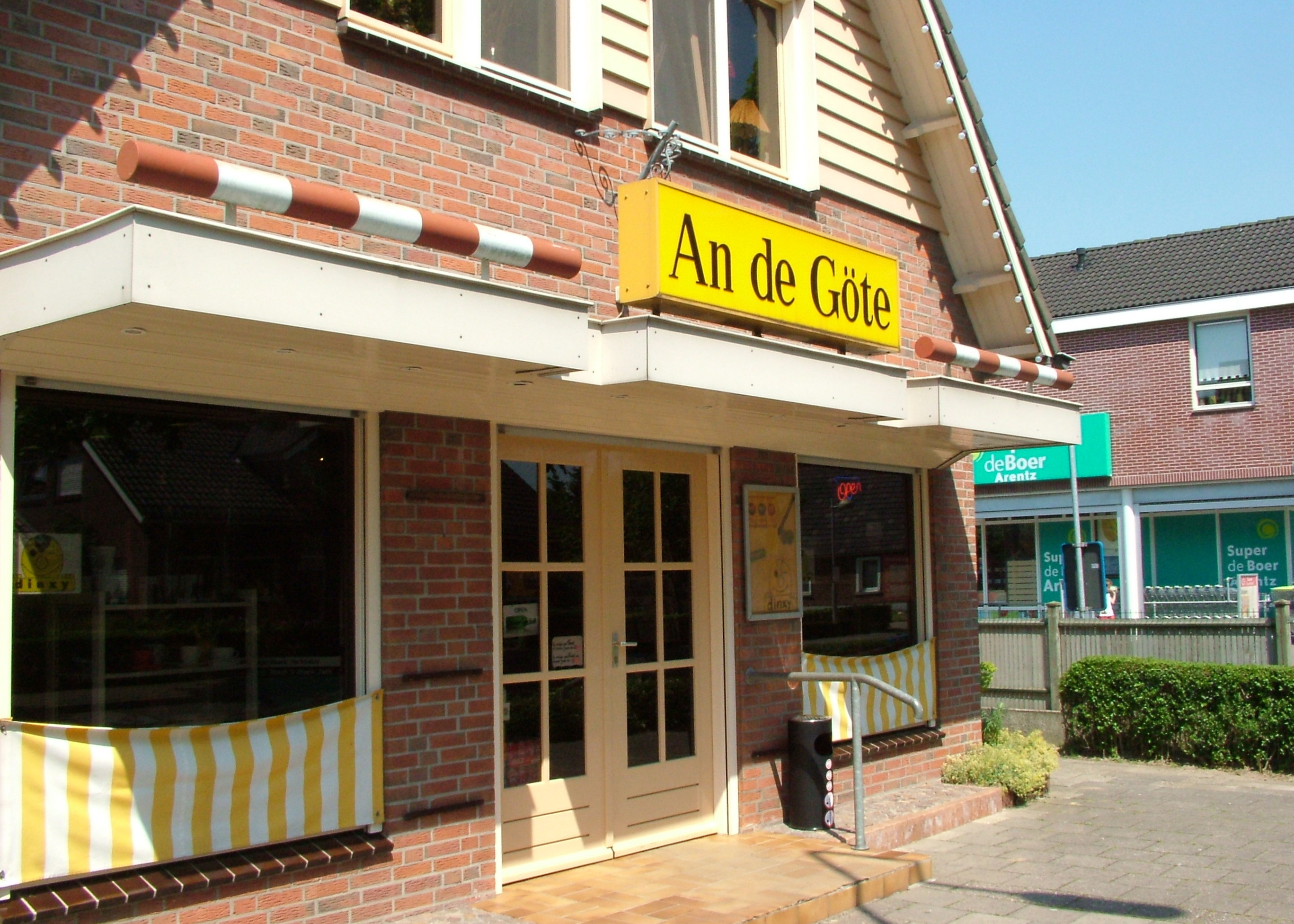
Lokal butik i Dinxperlo (del av Aalten) med namn på lågsaxiska.

Språket skrivs med en skrift baserad på den nederländska standardstavningen av latinska alfabetet. Unescos Atlas of Endangered Languages listar det som sårbart. Andelen talare bland föräldragenerationen minskade mellan åren 1995 och 2011 från 34 till 15 procent. Andelen som talade språket bland den här generationens barn sjönk under samma tidsperiod från 8 till 2 procent. Enligt en studie från 2005 talade 53 procent av befolkningen i området antingen lågsaxiska eller en blandning av lågsaxiska och nederländska som hemspråk. 71 procent av invånarna i området behärskade då språket.

## Klassificering
Olika åsikter råder om hur nederländsk lågsaxiska bäst bör klassificeras. Ibland ses den som en direkt fortsättning på de lågtyska dialekterna öster om gränsen mot Tyskland. Dialekten runt Enschede (tweants) liknar det västfaliska språket, en dialekt av västlågtyska öster om gränsen.
I modern tid ses nederländsk lågtyska av vissa lingvister snarare som en variant av nederländska. Den omklassificering kan liknas med hur skånska efter Sveriges övertagande av Skåne från Danmark förändrades från en östdansk dialekt till en sydsvensk dito. Sedan 1600-talet har språket har tagit upp många drag från det nederländska riksspråket, medan de lågtyska dialekterna öster om gränsen mot Tyskland under samma tid istället påverkats av standardtyska. Nyare studier visar dock att grunden i landsmålen på båda sidor av gränsen fortfarande är densamma, och att förståelsen mellan de olika brukarna i väster och öster inte nödvändigtvis försvårats.